# Karangbolong (Buayan)
Karangbolong is een bestuurslaag in het regentschap Kebumen van de provincie Midden-Java, Indonesië. Karangbolong telt 2178 inwoners (volkstelling 2010).